# Publi Sili (governador)
Publi Sili (en llatí Publius Silius) va ser un polític romà molt amic de Tit Pomponi Àtic, que va viure al segle i aC. Formava part de la gens Sília, una gens romana d'origen plebeu.
Era governador romà de Bitínia i el Pont com a propretor l'any 51 aC, el mateix any que Ciceró va governar Cilícia, Marc Calpurni Bíbul governava la província de Síria i Minuci Therme governava la província d'Àsia. Ciceró li va dirigir diverses cartes. L'any 44 aC Sili va consultar una qüestió legal a Ciceró que va obligar a fer servir l'enginy a molts juristes.
Probablement va ser el pare de Publi Sili Nerva, cònsol l'any 20 aC.